# 7 Oddział Kadrowy Rozpoznawczy
7 Oddział Kadrowy Rozpoznawczy (7 OR) – pododdział kawalerii Polskich Sił Zbrojnych na Zachodzie.

## Historia oddziału
Oddział został sformowany 24 listopada 1940 roku w Dunfermline, w Szkocji, na podstawie rozkazu L.dz. 12811/O.I.tjn. dowódcy I Korpusu z 5 listopada 1940 roku i rozkazu organizacyjnego L.dz. 387/O.I.tjn.40 dowódcy 7 Brygady Kadrowej Strzelców z 26 listopada 1940 roku.
Do oddziału zostali wcieleni w większości oficerowie byłego Samodzielnego Szwadronu Kawalerii, który wchodził w skład Obozu Oficerskiego Nr 2 stacjonującego w Bronghton koło Peebles, a od 16 października 1940 roku w Dunfermline. Pierwszym dowódcą szwadronu był pułkownik Leonard Michalski, a po nim podpułkownik Józef Grad-Soniński.
W początkowym okresie funkcjonowania dowódcy oddziału została podporządkowana Kompania Kadrowa Przeciwpancerna rotmistrza Hugo Kornbergera. Oba pododdziały były zakwaterowane w sali teatralnej Towarzystwa Dunfermline Cooperative Society Limited oraz w kwaterach prywatnych.
4 marca 1941 roku oddział został dyslokowany do m. Edzell, na północ od Brechin i tam zakwaterowany w hotelu razem z 20 Batalionem Kadrowym Strzelców. 7 lipca 1941 roku oddział objął służbę na odcinku wybrzeża koło Montrose. 7 września 1941 roku ubyli z oddziału oficerowie, którzy zostali przyjęci do służby w koloniach brytyjskich.

## Obsada personalna oddziału
Obsada personalna oddziału
- dowódca - ppłk dypl. kaw. Bronisław Mokrzycki
- zastępca dowódcy - mjr kaw. rez. Mirosław Olszewski (do 9 I 1941 → dowódca Kompanii Kadrowej Przeciwpancernej)
- zastępca dowódcy - mjr kaw. rez. Mieczysław Borkowski (od 9 I 1941)[5][6]
- 1 adiutant - rtm. rez. Teodor Kotowicz
- oficer broni i pgaz - kpt. uzbr. Feliks Lemieszek były szef służby uzbrojenia Armii „Karpaty”
- dowódca szwadronu motocyklistów - rtm. Jerzy Baliński
- zastępca dowódcy szwadronu motocyklistów - rtm. Józef Jagielski
- ppor. kaw. rez. Marian Kamil Dziewanowski (do 24 I 1941 → Kurs Specjalny)